# Flow (Lille)
Pour les articles homonymes, voir Flow.
Le Flow,  Centre Eurorégional des Cultures Urbaines, est un équipement culturel de la ville de Lille consacré aux cultures urbaines (danse, musique et arts visuels). Il est situé à l’angle des rues de Fontenoy et d’Arras à Moulins, un quartier populaire de Lille. 
Ce site est desservi par la station de métro Porte d'Arras.

## Projet
Le Flow, premier établissement entièrement consacré aux cultures urbaines en France, a été créé en 2014 par la ville de Lille pour promouvoir la création et la professionnalisation des pratiques du rap, de la danse, du slam et de la création plastique urbaine.
Le dispositif de soutien et d’accompagnement s'adresse tant aux artistes professionnels qu'amateurs et semi-professionnels. Il comprend la mise à disposition de locaux et d'équipements mais aussi des formations et des conseils administratifs, communicationnels, financiers, humains…, des ateliers et masterclasses ainsi que des moments de rencontres, entre artistes et avec le public. Il comprend également une médiathèque entièrement consacrée au hip-hop. 

## Description
Le Flow s’étend sur près de 2 500 m2 sur cinq niveaux. Le sous-sol est consacré à la musique avec deux studios de répétition et un studio d’enregistrement avec régie. Le rez-de-chaussée comprend l'accueil et une salle de diffusion, partagée avec la maison Folie Moulins voisine, qui peut accueillir 220 personnes assises et jusqu'à 600 personnes debout. Le premier niveau accueille les loges et les bureaux, le second, consacré à la danse, comprend un plateau et un studio de répétition et le troisième, consacré aux arts visuels, comprend un atelier panoramique avec accès à la terrasse et mur extérieur spécialement conçu pour le graff.